# Państwowy Uniwersytet „Politechnika Odeska”
Państwowy Uniwersytet „Politechnika Odeska” (ukr. Національний університет «Одеська політехніка») – ukraiński uniwersytet mieszczący się w Odessie. 

## Historia
Politechnika Odeska, została założona 18 września 1918 . Jej początkowe lata były pełne trudności, związanych z niestabilnością polityczną okresu rewolucji i wojny domowej na Ukrainie. Mimo to, uczelnia szybko zdobyła uznanie i stała się jednym z kluczowych ośrodków edukacyjnych w regionie. Została utworzona w czasie, gdy władza w Odessie zmieniała się wielokrotnie, a miasto było miejscem rywalizacji różnych sił politycznych, co w dużym stopniu wpłynęło na rozwój edukacji wyższej.
Początkowo uczelnia skupiła się na kształceniu inżynierów i techników, a także rozwijaniu specjalności związanych z przemysłem i nowoczesnymi technologiami. Z biegiem lat stała się jednym z najważniejszych ośrodków naukowych na Ukrainie, oferując szeroki zakres kierunków inżynierskich, w tym elektryczność, inżynierię mechaniczną oraz energetykę.
W okresie powojennym, w latach 50. XX wieku, uczelnia a zyskała szczególne znaczenie w kształceniu specjalistów w dziedzinie energetyki jądrowej. Uczelnia odegrała kluczową rolę w rozwoju technologii atomowych na Ukrainie, a jej absolwenci i pracownicy naukowi przyczynili się do rozwoju przemysłu jądrowego w ZSRR.
Politechnika Odeska znana jest także ze swojego wkładu w rozwój technologii informacyjnych, telekomunikacji oraz inżynierii komputerowej. W ciągu swojej historii uczelnia niejednokrotnie dostosowywała swoje programy nauczania do zmieniających się potrzeb rynku pracy oraz postępu technologicznego.

## Struktura
W skład uczelni wchodzą następujące instytuty:
- Instytut Ukraińsko-Niemiecki;
- Instytut Kształcenia na Odległość i Zaocznego;
- Instytut Przygotowania Przeduniwersyteckiego;
- Instytut Bezpieczeństwa Informacyjnego, Radioelektroniki i Telekomunikacji;
- Instytut Technologii Przemysłowych, Projektowania i Zarządzania;
- Instytut Inżynierii Mechanicznej i Transportu;
- Instytut Przygotowania Obcokrajowców;
- Instytut Systemów Komputerowych;
- Instytut Sztucznej Inteligencji i Robotyki;
- Instytut Energetyki i Zintegrowanych Systemów Zarządzania Komputerowego;
- Instytut Elektromechaniki i Elektrozarządzania;
- Instytut Biznesu, Ekonomii i Technologii Informacyjnych[5].